# Brevoortia
Brevoortia è un genere di pesci ossei marini e d'acqua salmastra appartenente alla famiglia Clupeidae.

## Distribuzione e habitat
Il genere è endemico dell'Oceano Atlantico occidentale temperato e subtropicale lungo le coste delle Americhe. Sono pesci eurialini e molte specie frequentano le acque salmastre dove si possono anche riprodurre.

## Descrizione
La specie più grande è B. tyrannus che raggiunge 50 cm di lunghezza. Le altre specie si fermano a 35 cm.

## Pesca
Alcune specie del genere (come B. tyrannus e B. patronus) hanno notevole importanza per la pesca commerciale.

## Specie
- Brevoortia aurea
- Brevoortia gunteri
- Brevoortia patronus
- Brevoortia pectinata
- Brevoortia smithi
- Brevoortia tyrannus[1]